# Kazimierz Myczkowski
Kazimierz Myczkowski (ur. 3 sierpnia 1907 w Danilczu k. Rohatynia, zm. 9 listopada 1969 we Wrocławiu) – polski angiolog, doktor habilitowany nauk weterynaryjnych.

## Życiorys
Syn Jana Myczkowskiego i Salomei z Chrzanowskich. Do liceum uczęszczał w Kamionce Strumiłowej, po złożeniu egzaminu dojrzałości w 1928 wyjechał do Lwowa. W 1929 rozpoczął studia w Akademii Nauk Weterynaryjnych, łączył naukę i pracę asystenta w Katedrze Anatomii Zwierząt. W 1934 ukończył naukę, dwa lata później przedstawił pracę pt. Morfologia tętnic wieńcowych serca zwierząt ssących (domowych i dziko żyjących) i na jej podstawie uzyskał stopień doktora nauk weterynaryjnych. Podczas wysiedlenia Polaków ze Lwowa wyjechał do Wrocławia, gdzie podjął pracę w Katedrze Anatomii Zwierząt na połączonych Uniwersytecie i Politechnice Wrocławskiej. W 1951 powstała Wyższa Szkoła Rolnicza, przeniesiono tam katedrę, której pracownikiem był Kazimierz Myczkowski, rok później przedstawił pracę habilitacyjną pt. Rozwój i morfologia wisiorków skórnych szyi (Appendices colli) u zwierząt domowych. W 1961 został powołany na stanowisko kierownika Katedry Anatomii Zwierząt i zajmował je aż do śmierci. Został pochowany na cmentarzu św. Wawrzyńca we Wrocławiu.

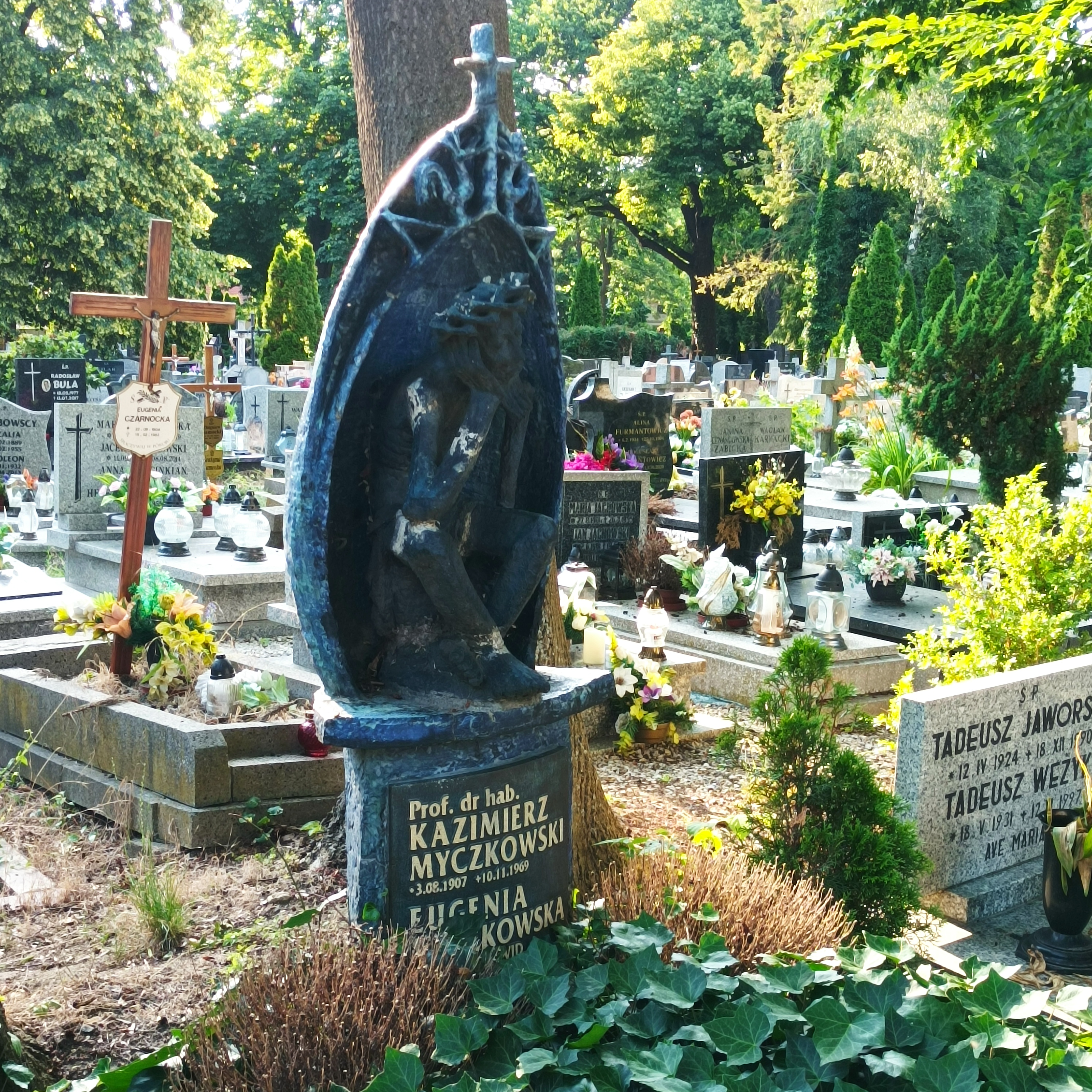
Grób prof. Kazimierza Myczkowskiego na cmentarzu św. Wawrzyńca we Wrocławiu

## Dorobek naukowy
Przedmiotem zainteresowań naukowych Kazimierza Myczkowskiego była angiologia i archeozoologia, prowadził badania dotyczące morfologii tętnic wieńcowych serca u ssaków i ptaków. Badał naczynia krwionośne głowy i kończyn u wielbłądów i lam, opublikował na ten temat wiele cennych opracowań. Jego materiały zostały użyte podczas badań nad morfologicznym zróżnicowaniem  i zoogeograficznym rozmieszczeniem zwierząt prehistorycznych w południowo-zachodnich terenach obecnej Polski. 
Szczególnie aktywnie udzielał się w Polskim Towarzystwie Zoologicznym i Polskim Towarzystwie Nauk Weterynaryjnych. 

## Odznaczenia
- Srebrny Krzyż Zasługi,
- Medal 10-lecia Polski Ludowej
- Odznaka XV-lecia Wyzwolenia Dolnego Śląska
- Odznaka 1000-lecia Państwa Polskiego